# Carl Ferdinand Pohl
Carl Ferdinand Pohl (ur. 6 września 1819 w Darmstadcie, zm. 28 kwietnia 1887 w Wiedniu) – niemiecki organista, kompozytor, bibliotekarz i pisarz muzyczny.

## Życiorys
Pochodził z rodziny muzycznej, jego ojciec był instrumentalistą w zespole nadwornym księcia Hesji-Darmstadt, matka natomiast córką kompozytora Antonína Františka Bečvařovskiego. Ukończył gimnazjum w Darmstadcie, następnie uczył się miedziorytnictwa. W 1841 roku wyjechał do Wiednia, gdzie został uczniem Simona Sechtera. Od 1848 roku był organistą kościoła protestanckiego w wiedeńskiej dzielnicy Gumpendorf. W 1855 roku z powodu problemów zdrowotnych zrezygnował z tego stanowiska i zajął się pisarstwem. W latach 1863–1866 pracował jako nauczyciel muzyki i krytyk w Londynie, jednocześnie studiując znajdujące się w zbiorach British Museum materiały na temat pobytu Josepha Haydna i W.A. Mozarta w Anglii. Od 1866 roku był bibliotekarzem i archiwistą Gesellschaft der Musikfreunde w Wiedniu.

## Wybrane prace
(na podstawie materiałów źródłowych)
- Zur Geschichte der Glas-Harmonica (Wiedeń 1862)
- Mozart und Haydn in London (2 tomy, Wiedeń 1867)
- Die Gesellschaft der Musikfreunde des Österreichischen Kaiserstaates und ihr Conservatorium (Wiedeń 1870)
- Denkschrift aus Anlass des hundertjährigen Bestehens der Tonkünstler-Societät (Wiedeń 1871)
- Joseph Haydn (3 tomy: I Berlin 1875, II Berlin 1882, III dokończony przez Hugo Botstibera Lipsk 1927)